# Яне Сандански
 Тази статия е за революционера.  За града вижте Сандански.  За обектите, носещи неговото име, вижте Яне Сандански (пояснение).
Яне Иванов Сандански е български революционер, живял в края на XIX и началото на XX век, деец на Върховния комитет, дългогодишен ръководител на Серския революционен окръг на Вътрешната македоно-одринска революционна организация, сред най-спорните фигури в освободителните борби на македонските българи.
Известен е като Пиринския орел, Пиринския цар, Сандан паша, Старика. Негов личен архивен фонд се съхранява в Държавна агенция „Архиви“.

## Ранни години
Яне Сандански е роден на 18 (30) май 1872 година в Шемето, най-северната махала на село Влахи, Мелнишко, като последно, трето дете в семейството на Иван и Милка Сандански, дъщеря на поп Стойко Харизанов от Влахи. Името Яне идва от умалителното име на баща му Иван. По време на Руско-турската Освободителна война семейството му живее в Горна Джумая. Баща му участва в Кресненско-Разложкото въстание, след което се преселват в Дупница, която за разлика от Горна Джумая остава в България.
В Дупница Яне Сандански завършва начално училище и учи две години в прогимназията. В продължение на две и половина години учи обущарски занаят и работи като чирак при местен, дупнишки майстор. От 1892 до 1894 година е войник в българската армия. Служи в 13 пехотен полк в Кюстендил. След уволнението си като ефрейтор от казармата се завръща в Дупница и започва работа като помощник-просбописец в адвокатската кантора на вуйчо си Спас Харизанов.

## Във Върховния комитет

### Четническа акция
През лятото на 1895 след създаване на Върховния комитет, дотогавашните структури на местното Македонско благотворително дружество в Дупница се вливат в новата организация под името „Единство". Начело е преизбран адвокатът струмичанин Костадин Змиярев, а в него членуват Никола Малешевски и Димо Хаджидимов. Сандански също се включва в дейността му. По време на подготовката на Четническата акция през есента на същата година, през Дупница минава формираната край Рилския манастир Сярска чета на стария войвода Стойо Костов от село Скрижево, Зъхненско. Яне Сандански решава да помага на дело на освободителната борба и тръгва с нея за Родопите. Четата е от около 200 души, множество от които са войници от българската армия и сред тях има 12 млади български офицери, тогава поручици – Тома Давидов, Димитър Жостов, Димитър Думбалаков. В четата участват и редица сетнешни дейци на организацията, по това време студенти Кирил Пърличев, Димитър Мирасчиев и други. Целта е била четите да навлязат във вътрешността на Османската империя и с провокативни действия да предизвикат намесата на Великите сили да поискат от султана и турското правителство изпълнението на член 23-ти от Берлинския договор, предвиждащ автономия за Македония и Одринско. Четата, в чийто състав е и Яне Сандански, се насочва към Родопите, като напада и подпалва помашкото село Доспат. При атаката са убити 40 от жителите му. След това преследвана от войска и башибозук, четата се изтегля в България и се разпуска.

### В четата на Кръстьо Захариев
Яне Сандански продължава да работи като просбописец и да участва в дейността на Комитета. През 1896 година Сандански узнава, че освен ВМОК съществува и друга, нелегална организация за борба в Македония и Одринско, но информацията за нея е оскъдна. През 1897 година в Дупница, по повод избухналата Гръцко-турска война е формирана нова чета на Върховния комитет, под войводството на Кръстьо Захариев от село Ореховец, Сярско, състояща се от тридесетина четници, към които се присъединява и Яне Сандански. Четата е получила оръжието си отново от българските офицерски патриотични дружества, чрез младите поручици Йордан Венедиков и Морфов. След това четата навлиза в Пиринско. Най-сериозният сблъсък на тази чета с турските войски е над село Пирин, в местността Дебели рид, където след еднодневно сражение успяват да се измъкнат от около 150 души аскер, без нито един убит или ранен четник. По-късно в сражение с аскер в местността Лопово е убит един четник, а Сандански е ранен в лявата ръка и по-големият му брат Тодор Сандански, който също е в четата, го връща в Княжеството за лечение.

### Политически борби в Княжеството
След завръщането си в България Сандански е разочарован от дотогавашната си дейност. Той вече знае повече за съществуването на ВМОРО. Сандански е убеден, че трябва да проучи цялостно състоянието на освободителните борби и само след това да се включи отново в освободителното дело. По това време той влиза в дружеството „Младост“ около учителя Иван Димитров, което се противопоставя на консервативния кръг на Димитър Радев и има за цел самообразоване на своите членове и работа по събуждането на региона. Дружеството има читалня и библиотека, отговорник на която за известно време е Яне Сандански. През ноември 1897 година дружеството подпомага с облекло, храна и жилища бежанците от Винишката афера и организира протестен митинг срещу посещението на премиера Константин Стоилов в Цариград. След стачката на дупнишките учители през декември 1899 година, шестима учители социалисти са уволнени и изгонени от Дупница и председателското място на дружество „Младост“ се заема от Сандански, който поддържа активна кореспонденция с уволнения си приятел и убеден марксист Димо Хаджидимов. Сандански е активен поддръжник на радослависткото крило на Либералната партия и малко след като то идва на власт през февруари 1899 година, Яне Сандански е назначен за началник на дупнишкия затвор.

### Идейни борби между ВМОК и ВМОРО
През същата година Сандански научава вече подробности за състоянието на ВМОРО от Никола Малешевски, който организира и първата му среща с Гоце Делчев. Двамата привличат интереса му към организацията и нейните цели. Заедно с Хаджидимов преустройват дупнишкия Върховен македонски комитет и насочват дейността му към сближаване с ВМОРО. Първоначално Сандански е подпредседател, Георги Паничаревски – председател, а Хаджидимов е секретар, но след уволнението на учителите дружеството е оглавено от Сандански. През юли 1900 година заедно с Малешевски е делегат на дупнишкото дружество на Седмия македоно-одрински конгрес в София. На конгреса Сандански е против промяната на член 4-ти от Статутите на организацията, която отразява виждането на Софийския комитет, македонският въпрос да се реши по-скоро с дипломатически натиск, а не с революция. След конгреса при избухналия конфликт между сарафистите и цончевистите във Върховния комитет, Сандански заема различна позиция, близка до тази на Вътрешната организация. Двамата с Малешевски са делегати и на Осмия конгрес през април 1901 година и подкрепят внесената от Никола Габровски и приета резолюция за сътрудничество с Вътрешната организация и за „премахването на националните и шовинистическите вражди“ на Балканите. По това време се получава разрив в отношенията на ВМОК с ВМОРО, като основният проблем е дали е назряла ситуацията за въоръжено въстание. Сандански е твърдо на страната на ВМОРО, като смята, че още не е дошло време за това.

## Във ВМОРО

### Аферата „Мис Стоун“
След завръщането си от конгреса Сандански окончателно решава да се включи в революционните борби на страната на ВМОРО. Той изоставя годеницата си Елена Кьосева и напуска държавната си работа като управител на затвора. Яне незабавно сформира първата си чета от осем души, с която тръгва на агитационна дейност в полза на ВМОРО из Горноджумайско и Разложко. Секретар на четата му става Петър Милев. По това време ВМОРО вече започва да изпитва финансов недостиг, тъй като разривът с ВМОК се засилва и вече не може да се разчита на помощта на комитета. По същото време генерал Иван Цончев, който е в новото ръководство на ВМОК, изисква обратно от Сандански около 600 пушки, които са му предадени за съхранение от старото ръководство, начело със Сарафов. Яне Сандански е принуден да върне пушките, но това го води до остър конфликт с Върховния комитет. След това той започва спешно да дири нови средства за въоръжаване. За известно време Яне предоставя двора си в Дупница за производство на фалшиви сребърни монети от Тимо Ангелов, но това не решава нещата. Поради тази причина организацията предприема няколко отвличания, с цел да се получи паричен откуп при връщането на отвлечените пленници. През лятото на 1901 г. Яне, Гоце Делчев и Христо Чернопеев се събират в Кюстендил да обсъдят паричния проблем. Сандански предлага да бъде отвлечен княз Фердинанд, но Делчев се противопоставя. Решават, че ако ще отвличат хора за откуп, това трябва да стане на турска територия. Така на пътя между Банско за Горна Джумая (дн. Благоевград) Яне Сандански и ръководената от него сборна чета, в която влизат Христо Чернопеев и Кръстьо Асенов отвлича протестантската мисионерка Елън Стоун и нейната спътница Катерина Цилка. Така се поставя началото на аферата „Мис Стоун“. Поисканият откуп от 14 500 турски златни лири е за въоръжаване. Въпреки преследванията, на 18 януари 1902 година, четата успява да получи откупа в Банско. Малко по-късно мис Стоун е освободена и изнася много беседи в Америка за македонската кауза. Междувременно нараства напрежението между ВМОРО и Върховния комитет, ръководен от генерал Цончев.

### Сблъсъци с върховистите
След предаването на парите от откупа на Гоце Делчев в София в началото на април 1902 година Сандански се връща в Македония. Той започва да обикаля заедно с Христо Чернопеев и Кръстьо Асенов селата по брега на Струма и Разлог, опитвайки се да се противопостави на действащите в района чети на Върховния комитет на Юрдан Стоянов и Георги Янакиев. Тримата агитират и срещу идеята за преждевременно въстание, подкрепяна от върховистите. В четата на Сандански влизат 16 души, между които Сава Михайлов, Георги Скрижовски, Петър Милев, Андрей Казепов, Спиро Петров и Георги Баждаров. На 6 август 1902 година четата на Сандански заедно с демирхисарската чета на Илия Кърчовалията и неврокопската на Атанас Тешовски влиза в сражение с върховистката чета на капитан Христо Саракинов в местността Харамийската чешма между селата Петрово и Голешово, в което загиват Теофил Иванов, Ангел Спанчовалията и още трима върховистки четници. По-късно в Пирин трите вътрешни чети водят сражение с четата на Дончо Златков, в което загиват двама върховистки и един вътрешен четник. Димитър Колешинов е четник и байрактар на Яне Сандански от българската общност в град Солун. След Горноджумайското въстание през октомври 1902 година Сандански отново подновява организационните си обиколки и посещава Валовищко, Сярско и Неврокопско. Макар официално да е само войвода на Мелнишки революционен район, Сандански постепенно се издига в основен авторитет в целия Серски окръг.

### Илинденско-Преображенско въстание
Яне Сандански не одобрява взетото от Солунския конгрес на ВМОРО решение за въстание в Македония и Одринско през 1903 г. Той се противопоставя и не се включва в подготовката на Илинденско-Преображенското въстание от 1903 г. Среща се с дошлия от София Гоце Делчев и с него участва в голямата среща на 70 – 80 активни революционери от окръга в Каракьой, на което присъстват чети от Неврокопска, Мелнишка, Демирхисарска, Поройска, Драмска и Сярска околия на окръга. Под натиска на Делчев Сандански се съгласява на извършване на пробен атентат – атентата при Ангиста. На 8 февруари води първото сражение с турци в Мелнишко в село Долни Орман, в което 8 четници се сражават с 460 души войска. Четата на Сандански дава трима жертви, а турците – 19. След това Сандански на 19 април пристига в София за да уреди снабдяване с оръжие. През май се връща в Македония с чета от 30 души, в която влизат Никола Наумов, Пейо Яворов, Димитър Стефанов, Любомир Харизанов, Александър Радославов, поручик Наумов и подпоручик Ангелов. Все пак заедно с отреди на ВМОК участва с четата си в сражения срещу турците в късната фаза на бунта през септември, т.нар. Кръстовденско въстание. Въстанието започва на 27 септември (14 септември) 1903 г. Сражения се водят почти по цялата територия на Серския революционен окръг. В тях заедно участват Яне Сандански, кап. Юрдан Стоянов, полковник Янков. Борбата сближава бившите противници от ВМОРО и ВМК и те с обединени сили действат срещу турския аскер. Революционерът Георги Белев свидетелства, че при срещата на Яне Сандански с Иван Цончев в местността „Тумба“ в Пирин генералът казва: 
| „ | Сандански, в България, при мирно време бехме противници, сега, в поробена Македония аз ви подавам моята братска, другарска ръка. Приемете я за благото и доброто на борческа Македония! | “ |

След това двамата си стискат ръцете и се прегръщат, а всички четници и войводи викат „Ура“.

### Разцепление на ВМОРО
След въстанието Сандански е един от последните, които се изтеглят в Княжеството. През зимата на 1903 – 1904 г. в София се провеждат съвещания на ръководителите на въстанието от различните окръзи. Сандански също участва в тях и е един от основните критици ни недостатъчно подготвеното въстание. Той и неговите привърженици изготвят в първите дни на януари 1904 г. „Директива за бъдещата дейност на Вътрешната организация и упътване за прилагането ѝ.“ Тя е първият документ, който указва, че в средите на ВМОРО започват процеси на разцепление. След завръщането си в Сярско Сандански, заедно с Чудомир Кантарджиев и Александър Буйнов, образува окръжното революционно тяло и обикалят целия район. Сандански застава начело на т.нар. Сярска група и в периода 1904 – 1905 година активно противостои на дейността на Върховния македоно-одрински комитет, като през април 1905 година прави засада на четата на Юрдан Стоянов при село Кашина. В братоубийственото сражение загиват 7 души, като особено се отличава екзекуцията на двама пленени ранени четници. С това Сандански слага начало и на кървавите междуособни борби. На Рилския конгрес под председателството на Даме Груев през октомври 1905 г. има и бурни дискусии относно бъдещето на ВМОРО. Левицата налага приемането на резолюция в смисъл, че Организацията с всички възможни средства ще се противопоставя на чуждото проникване в Македония и е прието решение за „съпротива срещу българската политика в Македония“. Това дава тласък на разцеплението в самата вътрешна организация. Продължаващите противоречия налагат свикването на нов помирителен конгрес, който е планирано да се състои през декември 1906 г. След смъртта на Дамян Груев, и пропадането на помирителния конгрес в организацията настава борба за власт. Сандански вижда основната пречка за амбициите си в лицето на десницата, водена от задграничните представители Борис Сарафов, Иван Гарванов и Христо Матов. През 1907 година Георги Герджикович се среща с Яне Сандански и Тодор Паница в София и им осигурява средства, с които по-късно е организирано убийството на задграничните представители. Съществуват предположения, че срещата е координирана и финансирана от представители на Руското посолство и сръбското разузнаване в България. Така Сандански организира екзекуциите на Борис Сарафов и Иван Гарванов.
Яне Сандански застъпва и идеята, че македонският въпрос не трябва да се разглежда като национално обединение за българите, а да се постави на една освободена от национализма интернационална основа и подкрепя тезата за Балканска федерация. От тази гледна точка всички, които агитират за обединението на Македония и България, трябва да бъдат посрещани от ВМОРО враждебно и третирани наравно със сръбските и гръцките агитатори. Всичко това създава непреодолими пречки за каквито и да е обединителни процеси във ВМОРО. На организирания от десницата Кюстендилски конгрес на ВМОРО Яне Сандански и Тодор Паница са осъдени на смърт. От своя страна левицата организира Банския конгрес, на който е взето е решение за създаване на нова Македоно-одринска революционна организация.

## Създаване на МОРО и НФП (българска секция)
След младотурската революция през 1908 г. Сандански минава на страната на младотурците. Той приема идеите на османизма, който дошлите на власт младотурци провъзгласяват за официална идеология. Те прокламират създаването на единна османска нация, съставена от отделните народности в Империята. Противниците му го обвиняват, че дори вземал месечна заплата от 50 златни турски лири. В изпълнение на решението на Кюстендилския конгрес на ВМОРО на 24 септември 1908 Тане Николов заедно с Димитър Запрянов и Иван Москов извършва неуспешно покушение над Яне Сандански в Бошнак хан в Солун, при което загиват телохранителите на Сандански Мицо Врански и Танчо Атанасов, но самият Сандански се спасява и е само ранен. Конгресът за учредяването на МОРО, насрочен за есента на 1908 година, пропада след атентата. Една година по-късно обаче се създава новата Народна федеративна партия, която фактически замества пропадналия проект за създаване на МОРО. През 1909 година Сандански и привържениците му участват в похода на младотурците към Цариград и в детронирането на султан Абдул Хамид II през март 1909 г. Тогава Сандански се среща с Екзарх Йосиф I, когото смята за противник на освободителното дело. След срещата с българския духовен глава, той става негов приятел. По това време по заповед на Тодор Александров и Тодор Лазаров група от няколко души, между които Кочо Аврамов, Йордан Иванов и Владе Сланков, прави нов неуспешен опит за атентат срещу Сандански в Цариград. На 14 август 1909 година Владе Сланков прави трети, също неуспешен опит за убийството на Сандански пред кафене „Коломбо“ в Солун. Разочарован от младотурците, изплашен от атентатите и изключен след тежки конфликти от НФП, Сандански се оттегля през 1910 г. в Роженския манастир.
Междувременно в периода след Хуриета се наблюдава и едно ново явление в отношенията между революционното движение и българската държава. За разлика от предишния период, когато сътрудничеството с официалните български власти се заклеймява от левицата, то сега на това ненормално състояние е сложен край. Българската държава вече е официално призната като независима от Турция и сравнително добре въоръжена. Под влияние на турските жестокости в Македония и Одринско психологическата атмосфера е наелектризирана и се очаква война. През 1910 г. дейците на новосъздадената БНМОРО, Чернопеев и Занков се срещат с Яне Сандански, но той отказва съвместна дейност. Междувременно в София в началото на 1911 година в резултат на преговори между революционните дейци ВМОРО е възстановена със старото ѝ име и програмни документи. Междуособиците в организацията обаче не спират, като Яне Сандански, който се е самоизолирал, отново отказва да участва в общото съвещание на войводите, за да решат как ще действат в условията на предстояща война.

## Балкански войни
Преди началото на Балканската война Сандански е уведомен от българските власти, чрез Христо Чернопеев и обещава своята подкрепа във военните действия. „Кръвта вода не става“ – така завършва разговорът му с Чернопеев. В началото на войната старите вражди между централисти, върховисти и санданисти са прекратени. Яне Сандански организира чета от 500 четници с подвойводи Стойо Хаджиев, Георги Казепов, Александър Буйнов, Крум Чапрашиков, Иван Чонтев и Димитър Арнаудов и други и на 17/30 октомври 1912 година влиза в опразнения от турски войски Мелник, след което отбранява позициите северно от Рупелското дефиле по нареждане на командването на Седма рилска дивизия. На 17 октомври е назначен за кмет и военен комендант на Мелник, но към 20 октомври Яне Сандански е в авангарда на 50-и полк от III бригада на дивизията и подпомага напредването ѝ. Участва в навлизането на българските войски в Солун. Като авангард на Седма пехотна рилска дивизия, около 300 четници – кавалеристи на Яне Сандански заедно с кавалерията на майор Цонев влизат в Солун след предаването на града от Тахсин паша на гърците на 8 ноември 1912 година. На банкет с български офицери в града Сандански вдига тост за автономна Македония, което довежда до скандал. Офицерите заявяват, че след толкова много жертви от българска страна, за никаква автономна Македония не може да става и дума. По-късно Сандански е включен в щаба на новосформираната в Одринско 15-а щипска дружина на МОО. Дружината е създадена на 3 март 1913 г. в град Кешан. През същата пролет тя участва в акции в Малгара и Кешан.
| Чета на МОО с командир Яне Сандански | Чета на МОО с командир Яне Сандански | Чета на МОО с командир Яне Сандански | Чета на МОО с командир Яне Сандански | Чета на МОО с командир Яне Сандански | Чета на МОО с командир Яне Сандански |
| Номер                                | Име                                  | Години                               | Околия                               | Селище                               | Бележки                              |
| ------------------------------------ | ------------------------------------ | ------------------------------------ | ------------------------------------ | ------------------------------------ | ------------------------------------ |
|                                      | Аврам Ангелов                        | 30 (32)                              | Мелнишко                             | Белевехчево                          |                                      |
|                                      | Атанас Хаджипопов                    | 30                                   | Мелнишко                             | Черешница                            |                                      |
|                                      | Георги Мицев                         | 24                                   | Светиврачко                          | Любовка                              |                                      |
|                                      | Георги (Гоце) Хаджиделев             | 36 (45)                              | Кукушко                              | Кукуш                                |                                      |
|                                      | Кост. Неделчев                       | 23                                   | Пловдивско                           | Коматево                             |                                      |
|                                      | Лазар Атанасов                       | 30                                   | Пловдивско                           | Коматево                             |                                      |
|                                      | Петър Ангелов                        | 30                                   | Хасковско                            | Хасково                              |                                      |
|                                      | Стефан Андонов                       |                                      |                                      |                                      |                                      |
|                                      | Стою Апостолов                       |                                      |                                      |                                      |                                      |
|                                      | Стоян Коматски                       | 35                                   | Пловдивско                           | Коматево                             |                                      |
|                                      | Тануш Андонов                        |                                      |                                      |                                      |                                      |
|                                      | Тодор Тодоров                        | 39                                   | Хасковско                            | Хасково                              |                                      |
|                                      | Христо Коматски                      | 30                                   | Пловдивско                           | Коматево                             |                                      |

През април 1913 г. представители на временното албанско правителство правят предложение на България за започване на общи действия срещу сръбската окупационна власт в Македония. Опирайки се на българо-сръбския договор отпреди войната, българското правителство не подкрепя съюза с албанците срещу Сърбия. През май 1913 година, обаче се разбира, че сърбите са се отметнали от договора и не отстъпват на България дори безспорната зона в Македония, което прави войната неизбежна. Руският журналист Викторов-Топаров, който се среща Яне по същото време, пише, че в резултат на арогантността на сръбските и гръцки окупационни части, сериозни съмнения за бъдещето на Македония обземат Сандански и той заявява: 
| „ | „Виж, изглежда винаги се получава така, когато някой е освободен от другиго със силата на оръжието. Как добре щеше да бъде, ако Македония можеше да се освободи сама! Но сега вече това се е случило и наш дълг е да се борим заедно с България, и за България.“ | “ |

Тогава Сандански се поставя изцяло в услуга на българското правителство срещу политиката на Съюзниците. В резултат, той е изпратен, като специален пълномощник на България, да преговаря с новосформираното албанско правителство за съвместна борба срещу Сърбия и Гърция.
Но междувременно през юни започва Междусъюзническата война и Сандански прекратява мисията си, като се връща в София след опасен преход през сръбските линии. След завръщането той уведомява правителството, че е успял да се споразумее за съвместни военни действия срещу окупаторите. Албанците били са дали клетва да отмъстят на сърбите за безчинствата над местното население, съставено от българи и албанци. За да осуетят договорката на Сандански, Сърбия и Гърция веднага изпращат свои пратеници в Албания, като им предлагат Дебър, Дяково, Корча и Аргирокастро в замяна. При тези обещания албанците се отмятат. Междувременно, след битката при Кукуш, българите се изтеглят безредно на север, но гръцката армия не ги преследва. Тогава четата на Яне Сандански завзема Рупелската клисура и с това прекъсва връзките на гръцката войска. Това позволява на отстъпващата българска армия да се прегрупира, да се укрепи при село Бело поле, Горноджумайско, където спира гърците. След Междусъюзническата война и подялбата на Македония, Сандански се оттегля в България. След войната от 1913 г. България приема общо четвърт милион изселници. Един милион българи остават под чужда власт. Българската историография определя тези последици като „Първа национална катастрофа“.

## След Балканските войни
След войните Сандански се включва в политическия живот на страната. Макар че възприема много от теорията и практиката от социалистическата доктрина, той не става социалист. Преди 1912 г. Яне Сандански не крие симпатиите си към Либералната партия на д-р Васил Радославов. След поражението на България в Междусъюзническата война Васил Радославов оглавява коалиционно правителство, което поема курс на сближение с Тройния съюз и Сандански се разочарова. По-късно бившите серчани, вече като български граждани, се обявяват в подкрепа на ориентирания към Съглашението демократ Александър Малинов. На изборите за Народно събрание през 1913 г. те подкрепят листата на Демократическата партия и техни кандидати, като Крум Чапрашиков, Георги Поцков и Димитър Арнаудов са избрани за депутати. Така през юли 1914 г. от името на Демократическата партия в Парламента е внесен и гласуван Закон за амнистия, която засяга Сандански, Александър Буйнов, Чудомир Кантарджиев, Георги Скрижовски и Тодор Паница за извършени от тях политически престъпления на българска територия. По това време Сандански е търговец на едро и изкупува вино и тютюн, които препродава на фирмата на братя Чапрашикови. През същия месец започва и Първата световна война. Русофилските партии – Народната, Прогресивнолибералната и Демократическата – са за ориентация към Съглашението, което се подкрепя и от Санданистите. БЗНС е за Балканска Федерация и против участието на България във войната, като също симпатизира на Русия. През август 1914 година България обявява, че ще пази неутралитет, но това е само привидно. Правителството на Васил Радославов, подкрепяно от Цар Фердинанд, симпатизира на Централните сили и търси удобния момент страната да се включи във войната.
В тази връзка серчани провеждат съвещание в манастира „Света Богородица“ до Неврокоп. Двата основни въпроси, за които следва да се вземе решение, са: коя партия трябва да подкрепят в бъдещи избори и каква да бъде ролята на България във войната между Антантата и Централните сили. Сандански приема, че е невъзможно България да остане неутрална и тя ще бъде принудена да се присъедини към някоя от страните. Решено е като непосредствена задача да се свали прогерманското правителство на Радославов и да се подкрепят на власт демократите-русофили. След съвещанието Сандански решава да организира преврат. Той иска да се провъзгласи република и да се промени външнополитическата ориентация на страната. Сандански започва да търси съмишленици сред опозицията, която е на страната на Съглашението. Заедно с Димитър Владов, Михаил Герджиков и Кръстьо Станчев посещава ръководителите на демократите Александър Малинов и Андрей Ляпчев и на народняците Иван Евстатиев Гешов, но те отказват да участват в заговора. Само Екзарх Йосиф, който е прокуден по време на войните от Цариград в София, ги подкрепя. Поради липса на политическа подкрепа Сандански се отказва от своя план. Задоволява се с една остра телеграма до Фердинанд, в която го заплашва, да не води страната против Русия. По това време Александър Стамболийски прави също опит да организира заговор, като се свързва с Павел Делирадев и търси контакт със Сандански, който обаче не се осъществява. Същевременно братът на Крум, Стефан Чапрашиков, който тогава е секретар на Цар Фердинанд, го уведомява за заговора на Сандански.
Междувременно участието на Сърбия във войната на страната на Антантата кара ВМОРО, в което Сандански отдавна не членува, открито да симпатизира на Централните сили и на правителството на Радославов. Тодор Александров иска война със Сърбия, която е окупирала голяма част от Македония. Организацията осъществява контакт с австро-унгарската и германската легации и си издейства солидни средства за въоръжаване. На 20 март 1915 година ВМОРО извършва Валандовската акция, насочена срещу сръбската администрация във Вардарска Македония, с която демонстративно провокира Сърбия и България към война. Сандански открито се противопоставя на тази акция. Той възразява остро в пресата на подновяването на четническата дейност, понеже смята, че това дава оправдание на сърби и гърци да избиват или изгонят най-активните лидери на българската общност. С това примирието между враждуващите македонски революционери приключва. Те отново се разделят на два лагера, заради различното си мнение кого трябва да подкрепи България във войната и каква тактика трябва да се прилага в окупираните територии.

## Убийство
Яне Сандански се върнал в Роженския манастир от село Враня, където го чакали неговите телохранители Тома Радовски и Лазар Кунгалов. След 2 седмици той получил 2 телеграми от Петрич и Неврокоп, в тях го молели да отиде във връзка с разрешаването на някакъв въпрос. Те били изпратени от неговите врагове и в двата маршрута го очаквали засади. Кунгалов приготвил свинско печено за из пътя. Когато тръгнали кобилата Мица започнала да цвили и заднешком се върнала през портите на манастира. Тя упорито отказвала да помръдне, а била много послушна и предана на своя господар. Яне който вярвал в предзнаменования, казал на Тома и Лазар: „Ке стане нещо“ и отказал те да го придружат с мотива: „Един път разплаках две майки на убитите в Солун Мицо Врански и Танчо, втори път не искам да разплаквам други майки“. Сандански тръгва сам с думите: „Да става, каквото става“. Макар Сандански да е амнистиран от властите, ВМОРО не оттегля смъртната му присъда. Самият той е знаел, че ще загине от насилствена смърт и казва за себе си: „Аз съм обречен, кога да е ще ме убият. Няма смисъл да се пазя“. На 20 април 1915 г. Сандански тръгва от Роженския манастир, където живее, за Неврокоп. По пътя преспива в село Пирин. Заранта кобилата му упорито отказва да прекрачи портата. Домакините виждат в това лош знак и го увещават да не тръгва. Въпреки всичко на сутринта продължава сам. Засадата го чака в местността Блатата, където срещу него се стреля. Сандански пада от коня и си счупва крака, но продължава престрелката. Нападателите са 7 – 8 души, въоръжени с пушки. Те са от районната неврокопска чета на ВМОРО, като един от тях го заобикаля в гръб и го застрелва. Смята се, че покушението е организирано от Стоян Филипов, а за физически убиец се сочи Андон Качарков. Съдът обаче ги оправдава поради липса на доказателства. Трупа му намират керванджии. На около 200 m източно от Роженския манастир е църквата „Св. св. Кирил и Методий“, построена през 1914 г. Неин ктитор е Яне Сандански. Там се намира и неговият гроб. След известието за заговора срещу него, Фердинанд вероятно е подкрепял идеята Яне да бъде ликвидиран, но на погребението изпраща венец, който е поднесен от Йонко Вапцаров. Известно е, че преди това Сандански е поддържал добри контакти с Фердинанд. Той е посещавал често двореца преди Младотурската революция и лично е развеждал царя из Сярско по време на Балканските войни. На надгробната мраморна плоча се четат думите му: „Да живееш, значи да се бориш. Робът – за свобода, а свободният – за съвършенство.“ Георги Хазнатарски организира заедно с Лазар Кунгалов, Тома Радовски и Никола Киримов – Гоцето пренасянето на тялото на убития Яне Сандански от местността Блатата.

## Възгледи
Сандански е убеден републиканец и твърд привърженик на лявото течение в Македоно-одринското освободително движение. Той не подкрепя решаването на Македонския въпрос чрез присъединяването на областта към Княжество България. Според него Македония трябва да се обособи като автономна единица в Османската империя с равноправие на всички народности, живеещи в нея. Той стои зад идеята за Балканска федерация, която да замести Османската империя след разпадането ѝ, като включи и останалите балкански страни, след като те приемат републиканска форма на управление. Сандански приема, че когато България стане република, те заедно с Македония ще са част от бъдещата Балканска федерация и това ще бъде формата за тяхното обединение. Това негово схващане се тълкува от македонската историография като израз на национален, а не на политически сепаратизъм. Самият Сандански, обаче се самоопределя само и единствено като българин. Същевременно лансира марксистки идеи и под тяхно влияние издига лозунга за интернационалния и класовия характер на борбата, която трябва да се води и полага усилия да скъса всякакви връзки на организацията с България. След разцеплението от 1908 година приема тезите на отоманизма и се стреми да превърне своето крило от ВМОРО от революционна в културно-просветна организация. Не е за пренебрегване и отказът му поднови въоръжената борба срещу младотурците след 1909 г.
Приблизителна характеристика за възгледите му дава подписаното от него възвание до жителите на населения през 1904 година с гърци Мелник:
| „ | Преди вие считахте, че борбата ни за решаване на Македоно-одринския въпрос е борба за решаване на българския въпрос... Борбата, която водим ние сега вие смятате за борба за господство на българската народност над другите народности, които живеят с нас... Нека забравим отсега нататък кой е българин, кой е грък, кой е сърбин и кой е влах, но да помним, че всички ние сме безправни роби!... Елате заедно да посеем семената на революцията! | “ |

Същите идеи прозират и от речта му, държана на 17 юли 1908 г. в Неврокоп след Младотурската революция:
| „ | Ей ти, нещастни народе! Ти, който си тъпчен от 500 години насам под краката на тиранията, а днес добрите синове на отечеството я премахнаха и създадоха щастие в живота на всекиго, което щастие не ще има край. Вий днес живеете под знамето на равенството, братството и свободата. Ей братя! Които сме живели с българското име, от днес нататък да знаем, че всички сме равни под блестящия братски байрак. Днес всички ний – турци, българи, гърци, арнаути, евреи и др. дадохме клетва, че ще работим за милото ни Отечество и ще бъдем неразделни и всички ще се жертваме за него и ако стане нужда, даже и кръвта си ще пролеем... Да викнем всички с един глас „Долу Султана! Да живее народът! Да живее отечеството! Долу тиранията! | “ |

Според него при решаване на Македонския въпрос следва да се има предвид следното:
| „ | Само когато сме достатъчно силни, може да се решава за въстание. А онези, върховистите, постъпват инак. Казват ни, вие ставайте, оттам иде Русия, оттук иде България и пр. Обяснявахме им, че тоя въпрос не е български, а европейски, и че България и да иска да го решава сама, не може. Ние трябва да го поставим на международна почва... Върховизмът е най-типичен случай за безсмислено раздвояване на българската енергия. Той е първото политическо прегрешение измежду тези, които крайно лошо се отразиха върху съдбата на Македония, а и върху съдбата на България! | “ |

За съдбата на Македония и нейното освобождение, той смята:
| „ | Работата не е толкова проста, както ви разправят върховистите. Великата Русия дори не успя да обедини българския народ... По-добре е да искаме Македония да си остане цела и да получи поне автономия, отколкото на България да се падне едно парче, а другите части да ги вземат сърби и гърци. Да не искаме рогове, защото може да си загубим и ушите. | “ |

Между Балканските войни в Тирана Сандански дава интервю за италианския вестник „Секоло“, в което заявява:
| „ | Македонските революционери, които след дълга и жестока борба с турската тирания доживяха да видят своята мечта – извоюване на свобода на татковината, не могат да допуснат тя да попадне под сръбско и гръцко владение. Те няма да се спрат и пред най-страшните терористически средства, за да реализират съкровената си мечта – свободна, българска Македония! | “ |

## Оценки за живота и делото
Яне Сандански е една от най-противоречивите фигури в македонското освободително движение. Възхвалян като велик революционер от едни, охулван като убиец от други, той е обект на диаметрално противоположни оценки. Като съмишленик на марксистите Димо Хаджидимов, Павел Делирадев и Никола Харлаков заслугите на Сандански са преувеличавани от комунистическия режим в продължение на 45 години, а слабостите му са премълчавани. Има и публично обявени отрицателни оценки за дейността му като разколник на революционното движение. От 1949 г. градът Свети Врач е преименуван на Сандански.
Същевременно, македонистът Димитър Чуповски определя Яне Сандански, малко преди смъртта му, като български агент и антимакедонист. От друга страна, скопската историография възприема Сандански като ранен македонист и борец за независима Македония, като държава на етническите македонци. Независимо от това, българското национално самосъзнание на Яне Сандански се признава от изтъкнати македонски историци, като академик Иван Катарджиев и доктор Зоран Тодоровски. Понастоящем българската партия ВМРО и други патриотични сдружения организират на гроба на Яне Сандански възпоменателни събития по повод годишнините от смъртта му. Гробът му се използва спекулативно и за различни македонистки мероприятия от сепаратистките организации ОМО Илинден и ОМО Илинден-Пирин.
Според Михаил Думбалаков:
| „ | Добре познат като безскрупулен властолюбец и обвиняван в сепаративни настроения, той бе гледан от другите водачи на „вътрешните“ с недоверие и търпян като „необходимо зло“...Той не се срамуваше да кокетира с „върховистите“, когато беше в услуга на „вътрешните“, или обратното, докато стигна дотам, че в дните на възвестения Хуриет „борецът“ за автономията на Македония слезе от планините и прегръщайки се с младотурците, поздравяваше поробеното население с необикновената милост на Султана. Но той имаше някои качества, които за дълго го задържаха по върховете на македонското движение. Не без темперамент, Сандански обладаваше една ориенталска политическа гъвкавост, осезателен нюх, както и умението да увлича и влияе на простата и непросветена маса. | “ |

| „ | Крайно жесток и отмъстителен, както и безгранично подъл, той бе успял да обедини около себе си една група от несполучили честолюбци и полуинтелигенти, които върху безскрупулната революционна етика на Яне и подлостта на оръжието му, градяха всичките си забъркани и недоносени социалистически идеали във връзка с македонските освободителни борби. Един кръг от полукултурни безхарактерници, от Антон Страшимиров до Хаджидимова, ненавиждани, дори презирани за наглостта им, бяха намерили подслон под четническта „бурка“ на Сандански...Заобиколен от тая камарила, Сандански се люшкаше по всички крайности на революционната амплитуда, докато стигна незавидната слава – родоначалник на македонските братоубийства. | “ |

Според дееца на ВМРО (Обединена) Спиро Василев: 
...Санданизъма. Както и да поставяме въпроса, Сандански, заобиколен от "левичари" - интелигенти, хвален до небесата, че едва ли не е определен от Провидението, за водач на ВМРО и е по-голям от Даме, Пере, Гоце, Матов, искайки да го използуват - крена глава, обяви сурова война на върховистите, стигна до крайност, до неговата рожба самоизбиванията, които пак Тодор [Александров] продължи, Мих[айлов] ги узакони. Сандански беше жесток, дружеше, както казах, с интелигенция, но лето е в Пирина, а зиме в София голяма политика прави. А е приятел и с Фердинанд и с младотурците, които използува. Заключавам и намирам, че санданизъма нищо не допринесе за Делото, а злините са големи...
Според члена на ЦК на ВМРО Иван Караджов:
Сам националист, Яне Сандански беше обиколен от разни левомислящи, които искаха да насаждат разни идеи на чужда и безплодна почва. - Добре, но населението не се знаеше тогава за некакви младотурци, които само след две години щеха да правят Хуриет и който щеше да обърне всичко с главата надолу. В 1908 год. Яне Сандански най-скоро и най-безусловно ги напусна, защото узна, че те беха решили да го унищожат; на 1911 год., в Мелник, на сватбата на пайнара (ветеринарен лекар), бе поканен, между другите, и Яне. Когато покушението случайно бе открито и съобщено нему, той скоква, хваща каймакама и настоятелно поиска да го придружи той до дома му. Турците, сконфузени от несполучливия и разкрит атентат, придружиха го до квартирата му. След тая случка той вече се криеше от младотурците, докато най-после забегна окончателно в горите, дето дочака войната на 1912 г. и тръгна с българската армия към Солун...